# Goryphus vandervechti
Goryphus vandervechti är en stekelart som först beskrevs av Johan George Betrem 1941.  Goryphus vandervechti ingår i släktet Goryphus och familjen brokparasitsteklar. Inga underarter finns listade i Catalogue of Life.